# Dunsyre Hill
Der Dunsyre Hill ist ein Hügel in den Pentland Hills. Die 401 m hohe Erhebung gehört zu den südlichsten Kuppen der rund 25 km langen Hügelkette in der schottischen Council Area South Lanarkshire.
Der Weiler Dunsyre liegt rund einen Kilometer südlich. Die nächstgelegene Ortschaften ist das rund acht Kilometer nordöstlich gelegene West Linton. Zu den umgebenden Hügeln zählen der Left Law im Nordwesten sowie der Bleak Law im Norden.
Die Ost- und Südostflanken von Dunsyre Hill sind terrassiert. Die vermutlich landwirtschaftlichen Zwecken dienende Abstufung erstreckt sich zwischen Höhen von rund 270 und 330 m. Trotz Erosion ist sie heute noch deutlich erkennbar.

## Umgebung
Entlang der Westflanke fließt der Anston Burn, der unterhalb von Dunsyre in den South Medwin mündet. Ebenso mündet der entlang der östlichen Hänge verlaufende Dunsyre Burn in den South Medwin.
Auf der Kuppe des Dunsyre Hills befindet sich ein rund 15 m durchmessender und 1,8 m hoher Cairn. Obschon verschiedene Decksteine in der Umgebung verteilt liegen, ist das Zentrum des Steinhügels ungestört. Südlich der Kuppe wurde eine 14 cm lange Steinaxt mit spitz zulaufendem Schaft gefunden. Seit 1955 ist sie Teil der Sammlung des National Museum of Antiquities of Scotland.

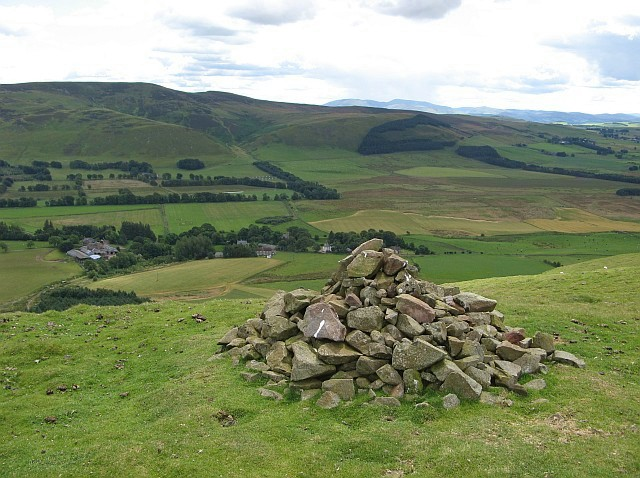
Cairn auf der Hügelkuppe
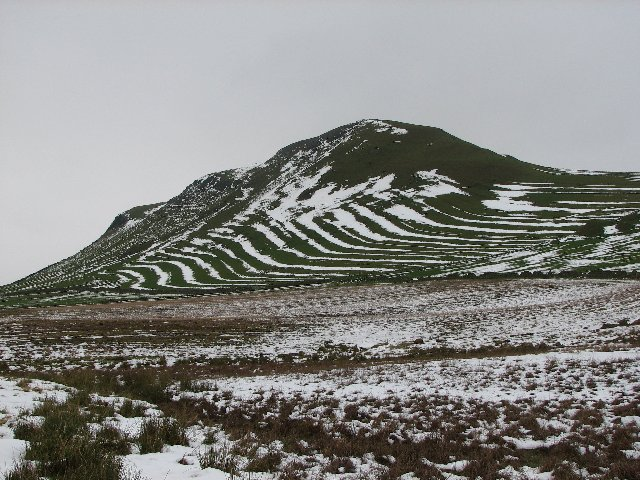
Terrassierung an den Südosthängen